# Val van de opstandige engelen
Val van de opstandige engelen is een kunstwerk van de Brabantse kunstschilder Frans Floris I. Deze voltooide het werk in 1554. Het bevindt zich in het Koninklijk Museum voor Schone Kunsten Antwerpen, waar het inventarisnummer 112 draagt. Het paneel meet 303 × 220 cm.

## Context
Frans Floris I is een schilder die symbool staat voor het Antwerpse Romanisme. Hij was de eerste kunstenaar in de Zuidelijke Nederlanden die zijn atelier organiseerde naar Italiaans model. Om deze reden geldt hij als voorbeeld voor Peter Paul Rubens.
De kunstwereld beschouwt dit schilderij, dat hij vervaardigde in opdracht van de Antwerpse schermersgilde, als zijn hoofdwerk. Het is assimilatie van de Italiaanse renaissancekunst. De invloed van Rafaël, Michelangelo Bueonarotti en het Laatste Oordeel in de Sixtijnse kapel zijn er duidelijk zichtbaar in.
Het thema sluit aan bij de actualiteit van de religieuze conflicten tussen katholieken en protestanten in de zestiende eeuw. Bovendien verleent het kunsthistorici kennis over de werking van de middeleeuwse gilden.

## Beschrijving
In Val van de opstandige engelen schilderde Floris een kluwen van armen, benen, vleugels en staarten. Bovenaan is een leger van engelen te zien. Onder leiding van aartsengel Michaël jagen zij een zevenkoppige draak en zijn demonen de hemel uit. Het gevecht gaat terug op het Apocalyptische visioen van Johannes en symboliseert de strijd van Christus tegen het Kwaad.
Duidelijk zichtbaar in het bovenste deel van de voorstelling staat de geklede aartsengel Michaël. Als patroonheilige van de schermers is zijn rol in het schilderij duidelijk. Hij was onder meer Bewaker van het Paradijs en Bestrijder van de Duivel. In die functies vormde hij een voorbeeld voor de leden van de Antwerpse schermers. Zij zagen zichzelf als Milites Christiani die in naam van Jezus het kwaad bestreden. Dit rechtvaardigde hun optreden als ordehandhavers of middeleeuwse politie binnen de stad. De engelen vechten met de wapens van de schermers. Deze zijn het zwaard, de degen en de lans. De opstandige engelen gebruiken pijl en boog, hakbijlen, fakkels, messen en houwelen; een samenraapsel van onorthodoxe strijdinstrumenten.
Floris verwerkte enkele subtiele details tussen de woelende lichamen. Een voorbeeld hiervan is de Vrouw van de Apocalyps uit Johannes' visioen, zij staat links in een kleine opening. Ze is gekleed in de zon, staat op een maansikkel en wordt gekroond met twaalf sterren. De draak wil haar kind verslinden, maar de engelen voeren het reeds naar de hemel. Onderaan rechts is een bij te zien. Kunsthistorici zijn het nog niet eens over de betekenis hiervan, gezien het op verschillende wijzen verklaard kan worden. Eén mogelijkheid is dat het het symbool voor het verwerpelijke, het duivelse zou zijn. De steken van insecten veroorzaakten namelijk razernij. Een andere verklaring is dat het staat voor vroomheid en eenstemmigheid van gemeenschap. Gezien de bij gesitueerd is op de bil van een van de demonen is het waarschijnlijk een teken van het duivelse.
Floris contrastreerde in zijn hel grijzende demonen met klassiek afgebeelde engelen. Zijn draak baseerde hij op de Apocalyps van Dürer. De man met een zwaard op zijn schouder, waarschijnlijk de deken van de gilde, was waarschijnlijk een voorstudie voor een verloren luik.

## Provenance
Tijdens de Beeldenstorm van 1566 gingen de zijpanelen van het drieluik verloren. Het middelste deel van het altaarstuk van de Antwerpse schermersgilde, gesitueerd in de Onze-Lieve-Vrouwe-Kathedraal, bleef gespaard.